# Niżnia Łąka

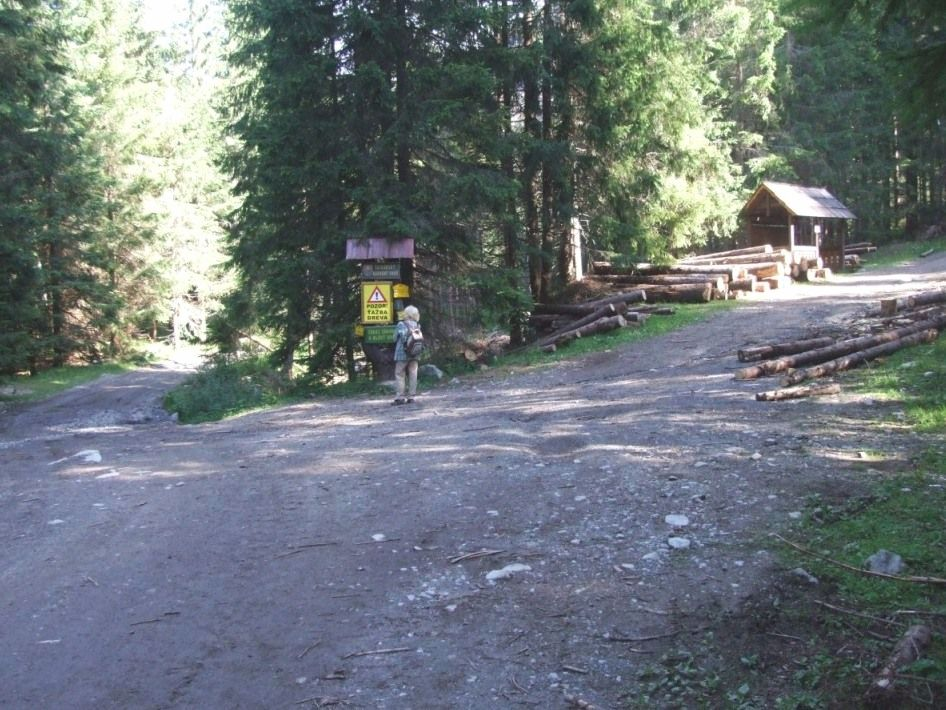
Rozdroże dolne na Niżniej Łące

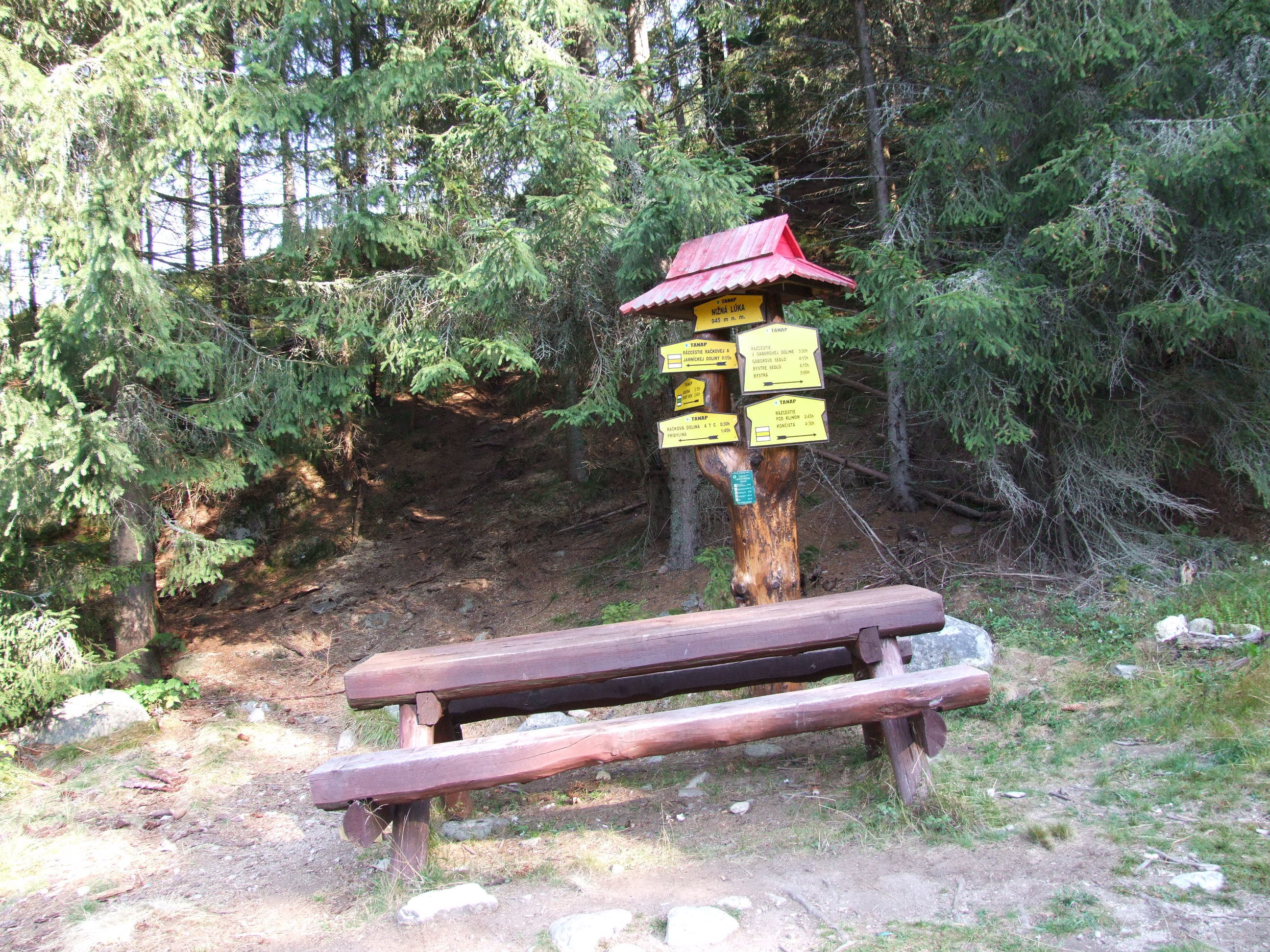
Rozdroże górne (na Otargańce)

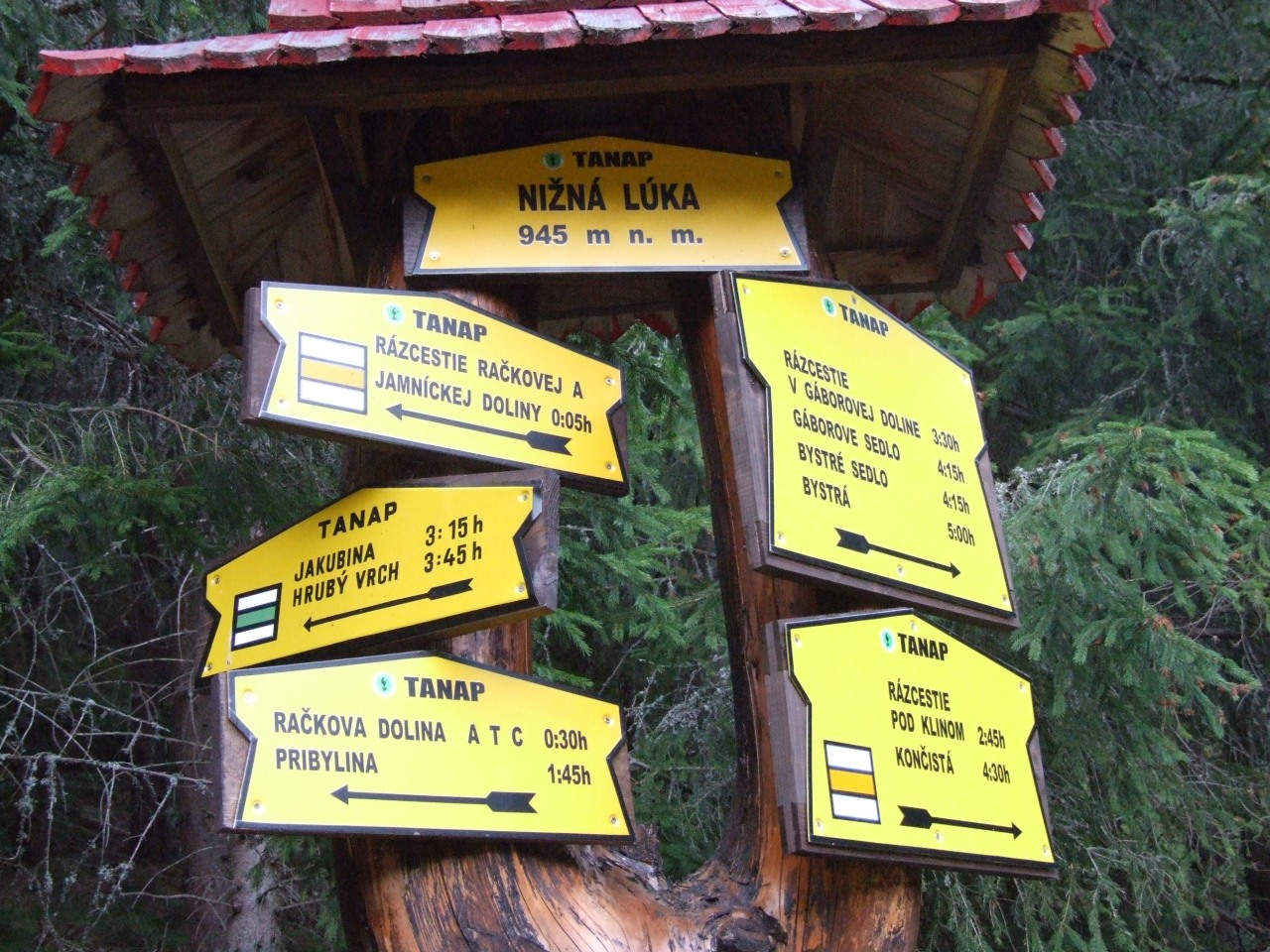
Tabliczki na rozdrożu górnym (na Otargańce)

Niżnia Łąka (słow. Nižná lúka) – nieduża polana w słowackich Tatrach Zachodnich u wylotu Doliny Raczkowej, tuż powyżej miejsca, w którym łączy się ona z wylotem Doliny Jamnickiej i obydwie doliny przechodzącą w jedną Dolinę Wąską. Dawniej była to wypasana polana – stąd nazwa tego miejsca. Po włączeniu obszaru do TANAP-u i zaprzestaniu wypasu polana zarosła lasem. Obecnie jest to tylko miejsce składowania drzewa. Znajduje się tutaj rozdroże szlaków turystycznych z ławkami i stołami dla turystów. Z dwóch stron wznoszą się zalesione, strome stoki: w północnym kierunku grzbiet Otargańców, zaś po wschodniej zbocza Keczki Przybylińskiej. Tuż poniżej Niżniej Łąki, w miejscu połączenia Doliny Jamnickiej i Doliny Raczkowej znajduje się drugie rozdroże szlaków turystycznych i wiata. Tutaj też Jamnicki Potok łączy się z Raczkowym Potokiem. W sierpniu 2007 r. silna wichura wyłamała całkowicie las na długości ok. 1 km w Dolinie Jamnickiej, tuż powyżej Niżniej Łąki.
Dolne rozdroże szlaków turystycznych położone jest na wysokości 944 m n.p.m.

## Szlaki turystyczne
Rozdroże dolne:
  – niebieski szlak od autokempingu „Raczkowa” przy wylocie Doliny Wąskiej przez obydwa rozdroża na Niżniej Łące, Dolinę Jamnicką i Jamnicką Przełęcz na Wołowiec.
- Czas przejścia od wylotu doliny na Niżnią Łąkę: 30 min w obie strony
- Czas przejścia z Niżniej Łąki na Jamnicką Przełęcz: 4:05 h, ↓ 3:10 h

  – żółty z Niżniej Łąki przez Dolinę Raczkową, Rozdroże pod Klinem, Dolinę Zadnią Raczkową i Starorobociańską Przełęcz na Kończysty Wierch. Czas przejścia: 4:30 h, ↓ 3:15 h
Rozdroże górne:
  – zielony z Niżniej Łąki przez Otargańce na Jarząbczy Wierch, ze szczytu w dół do Rozdroża w Dolinie Jamnickiej. Czas przejścia z Niżniej Łąki na Jarząbczy Wierch: 4:10 h, ↓ 3:15 h